# Petit-Palais-et-Cornemps
Petit-Palais-et-Cornemps è un comune francese di 685 abitanti situato nel dipartimento della Gironda nella regione della Nuova Aquitania.

## Società

### Evoluzione demografica
Abitanti censiti